# Thorectes ferreri
Thorectes ferreri is een keversoort uit de familie mesttorren (Geotrupidae). De wetenschappelijke naam van de soort werd in 1983 gepubliceerd door Lopez-Colon.